# 愛的言靈 ～Spiritual Message
《愛的言靈 ～Spiritual Message》（日語：愛の言霊 ～Spiritual Message），是日本樂團南方之星的第37張單曲。1996年5月20日發售。2005年6月25日再發行12cm CD。
這張單曲的風格與南方之星之前的歌曲風格有較大的不同，加入了民族音樂、歐洲電子音樂和Hip Hop等元素，非常輕快，歌詞提到了言靈、釋迦堂、閻魔堂，禪宗意味濃厚，內容晦澀難懂。
是同年由香取慎吾、深津繪里、黑木瞳主演的日本電視台熱門電視劇《透明人間》的主題曲。當年銷量達138.1萬張，是1996年度單曲銷量第7位。
1997年，入選NHK衛星放送評選的「BS20世紀日本百大歌曲」第23位。

## 收錄曲目
1. 愛的言靈 ～Spiritual Message
作詞、作曲：桑田佳祐；編曲：南方之星；SAX SOLI編曲：山本拓夫
日本電視系電視劇《透明人間》主題曲。
2. 戀愛的折疊刀
作詞、作曲：桑田佳祐；編曲：南方之星
麒麟麦酒商品「拉格啤酒」的廣告歌。

## 翻唱
- 國語歌曲《夏一跳》，收錄在四大天王於1997年推出的專輯《我喜歡》中。

## 外部連結
- 唱片介紹 （页面存档备份，存于）